# Zamarada iobathra
Zamarada iobathra är en fjärilsart som beskrevs av Louis Beethoven Prout 1932. Zamarada iobathra ingår i släktet Zamarada och familjen mätare. Inga underarter finns listade i Catalogue of Life.